# بلازا دي إسبانيا-نوفيسيادو (محطة مترو أنفاق مدريد)
بلازا دي إسبانياو (بالإسبانية: Plaza de España)‏ هي محطة مترو أنفاق في مدريد في إسبانيا، تقع على الخط رقم 3 و10.